# Idol (wyobrażenie)

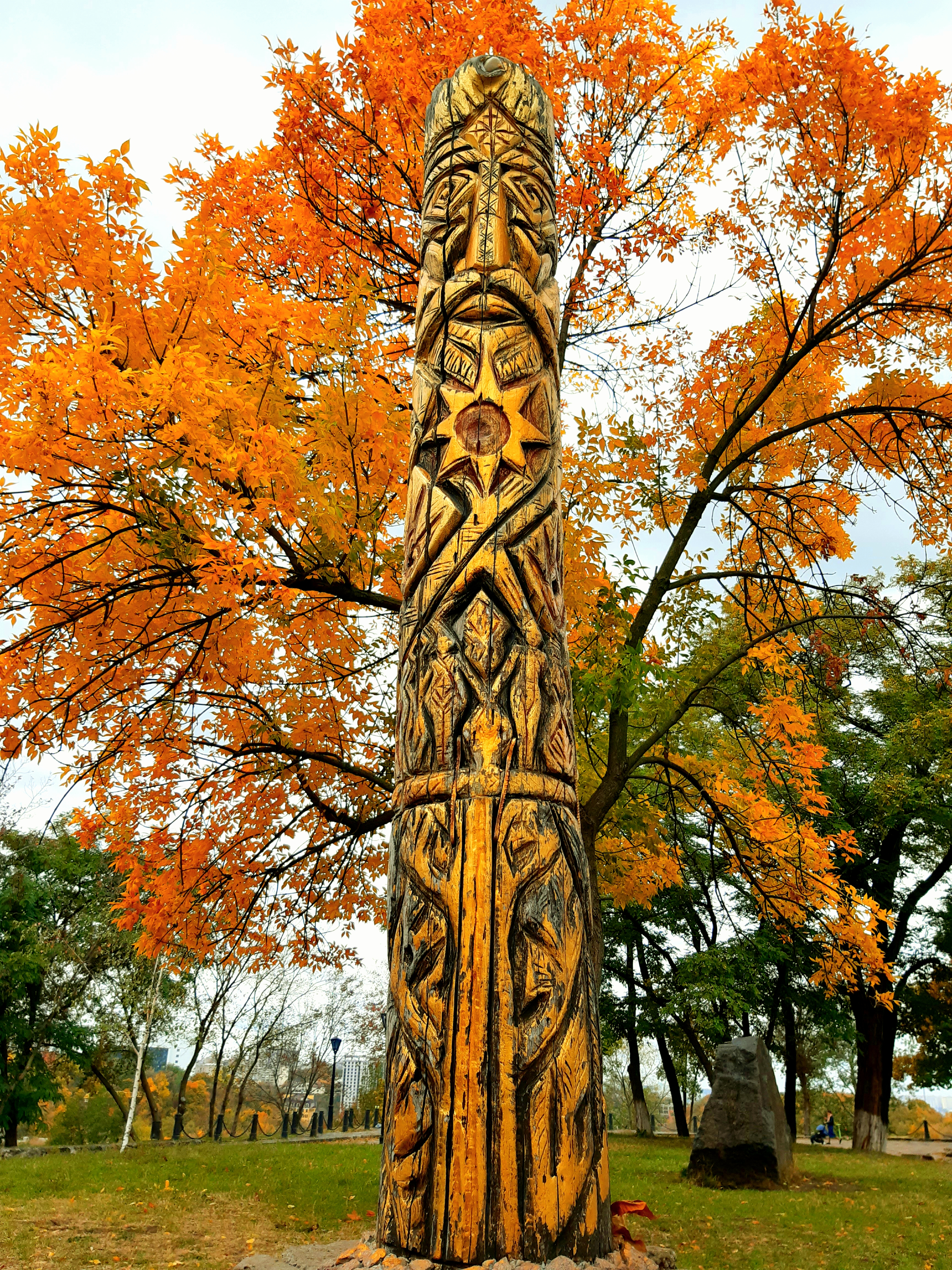
Idol Peruna w Kijowie

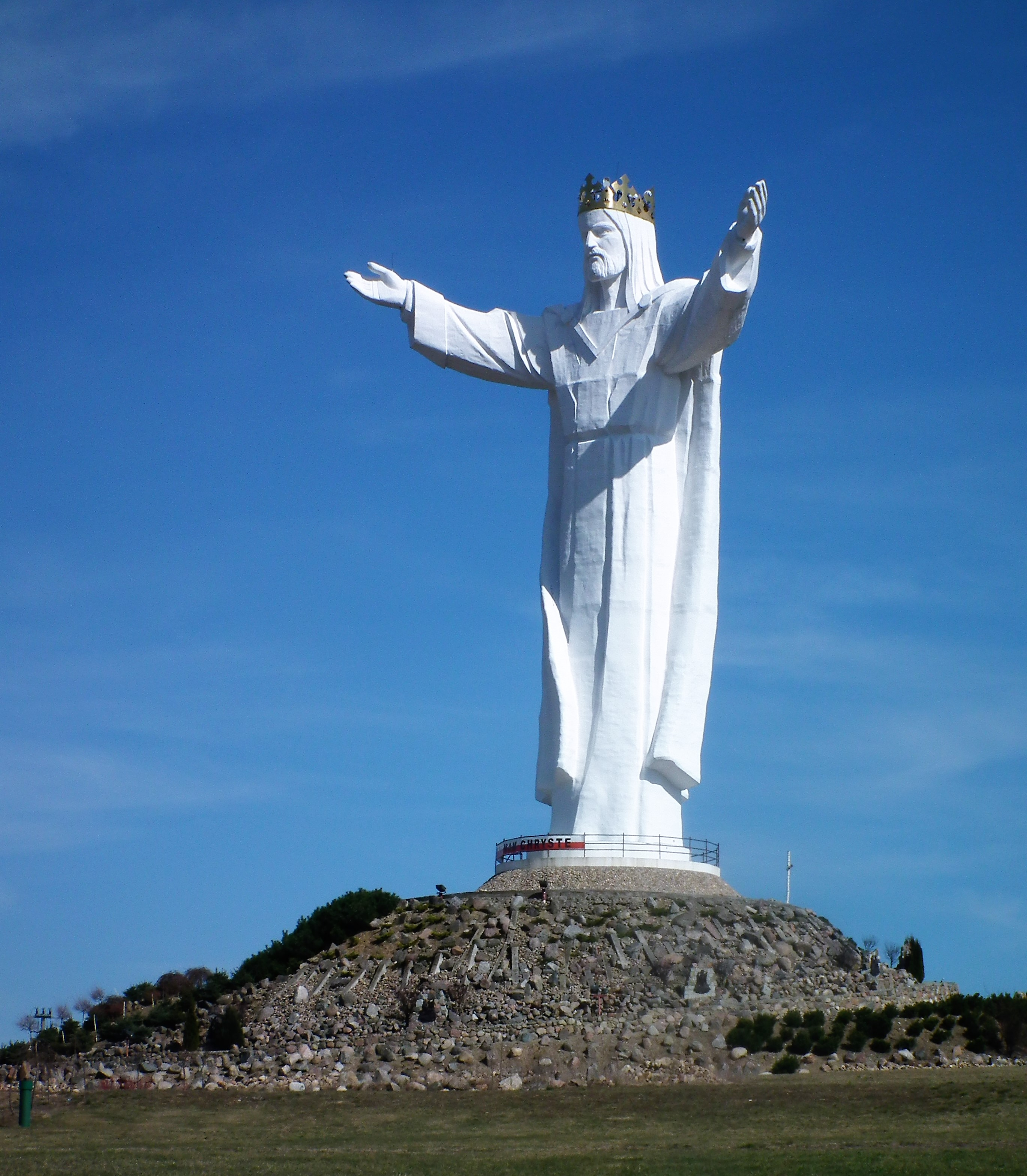
Idol Jezusa w Świebodzinie

Idol (gr. εἴδωλον eidolon „obraz, odbicie” zdrobnienie od εἶδος eîdos „wygląd, postać, kształt”) – wyobrażenie (posążek lub obraz) bóstwa, wykonane np. z drewna, kamienia, kości, gliny, srebra lub złota.
W religiach pierwotnych kult idola (idolatria) był wyrazem przeświadczenia, że pomiędzy wyobrażeniem bóstwa a nim samym istnieje bezpośrednia więź, granicząca czasem z tożsamością. Oddawanie religijnej czci idolowi było więc jednoczesną adoracją bóstwa. Podobny magiczny charakter miała też idolatria występująca w wielu religiach świata starożytnego (Babilon, Egipt, Grecja, częściowo Izrael i inne). Przyozdabianie idoli, namaszczanie, składanie im ofiar, obnoszenie w procesjach, okadzanie itp. były uważane za usługiwanie samym bóstwom.
W religiach monoteistycznych (zaratusztrianizm, judaizm, chrześcijaństwo, islam) kult idoli (bożków) był i wciąż jest oficjalnie (mniej lub bardziej) zakazany, aczkolwiek obdarzano specjalnym poszanowaniem obiekty takie jak Arka Przymierza, gdzie były przedstawienia figuralne Cherubów na Przebłagalni. Liczne malowidła przedstawiające sceny biblijne zachowały się w synagodze w Dura Europos (II–III w. po Chr.). Kult idoli nie był sankcjonowany jako element depozytu wiary ani w pierwotnym ani późniejszym  chrześcijaństwie. Z czasem jednak kult obrazów (ikonodulia) przedstawiających Jezusa, Marię i świętych wprowadził pozornie pewne formy idolatrii do katolicyzmu i prawosławia.
W rzeczywistości obrazom oddaje się szacunek i cześć niższego rzędu i innej istoty niż Bogu, tylko Jemu przysługuje najwyższy stopień czci – latria. Brak w ortodoksji wschodniej i katolicyzmie utożsamiania obrazów z istotami przedstawianymi. Są obrazy pewne rodzaju „cieniami” czy wiernymi ich wyobrażeniami. Cuda związane z obrazami świętych itp. wynikają z funkcjonowaniu obrazu jako swoistego narzędzia w ręku Boga. Nie jest składnikiem ortodoksji zalecenie czy dogmat ortopraksyjny co do ikonodulii czy tym bardziej ikonolatrii (jakoby określone praktyki czy ryty per se (łac. „same przez się”) dawały pożądany skutek).
Obrazy funkcjonowały w ramach synagog (Dura Europos) i kultu świątynnego (cherubim, wizje prorocze z dokładnymi opisami istot niebieskich). Obecnie w synagogach można spotkać przedstawienia postaci ludzkich, ukazanych jednak tak, by nie było widać ich twarzy. W manuskryptach średniowiecznych żydów europejskich przedstawiano niekiedy ludzi z głowami zwierząt.
Chrześcijaństwo wniosło o tyle zasadniczą zmianę, iż Druga Osoba Boska przyjęła naturę ludzką. Pojawiły się przedstawienia nie tylko narzędzi zbawienia (zwłaszcza krzyża) ale i samego Zbawiciela oraz Bożej Rodzicielki i świętych. Prawosławie i katolicyzm rzymski nigdy nie nauczały jakoby obrazy były miejscami przebywania czy emanacjami Boga i innych istot czy też by były istotami żywymi, mającymi wolę itp.
Najstarsze zachowane malowidła katakumbowe i reliefy sarkofagowe przedstawiają sceny ewangeliczne z ukazaniem twarzy ludzkich, pojawia się też Boża Rodzicielka. Najstarsze zachowane ikony pochodzą z VI w. (enkaustyczne, obecnie w klasztorze św. Katarzyny na Synaju), nie odbiegają zasadniczo od późniejszych przedstawień.
Funkcjonuje tradycja św. Łukasza jako malarza obrazu Theotokos, w V w. lokuje się tradycję powstania wizerunku Maryi z Blachernów (Blacherniotissa), podobnie silna jest tradycja Mandylionu.
Słowo idol było używane przez Francisa Bacona na określenie złudzenia.
W językach słowiańskich istnieje słowo bałwan używane jako określenie posągów bóstw, m.in. obdarzanych czcią bóstw słowiańskich. Jest to prasłowiańskie zapożyczenie orientalne, za pośrednictwem ludów stepowych zaczerpnięte z języka irańskiego – pierwotnie używano go na oznaczenie bojownika lub bohatera, a następnie słupa lub posągu wzniesionego na jego cześć. Słowem pochodnym od niego jest bałwochwalstwo (idolatria) i bałwochwalca.